# カガミクリスタル
カガミクリスタル株式会社は、日本の茨城県龍ケ崎市に本社・工場を置く、クリスタルガラスを製造する企業である。

## 概説
現在、250以上の日本大使館・領事館で公式に使用されており、ガラス食器メーカーとして日本を代表する存在の一つである。
ガラス食器の他、花瓶・灰皿、江戸切子・オブジェ等の工芸品、オーダーメイド品、ならびにウイスキー瓶や香水瓶の制作を行なっている。各務鑛三の伝えたグラヴィール（エングレービング）工法を得意とする特徴がある。

## 沿革
南満州鉄道のガラス工場からドイツに留学し、後に帰国した各務鑛三（かがみこうぞう）により、大倉陶園の後援を受けて1934年（昭和9年）に創業した。大倉陶園社有地に建設された当時の工場は、日本初のクリスタルガラス専門工場であった。
- 1934年（昭和 9年） - 東京市蒲田区町屋（現在の東京都大田区西六郷）で各務クリスタル製作所として創業。
- 1943年（昭和18年） - 東久邇宮に内親王成子が嫁いだ際に調度品を納めた。以降、皇室御用達となる。
- 1948年（昭和23年） - 株式会社各務クリスタル製作所に改組。
- 1952年（昭和27年） - 日本在外公館の再開に伴い、外務省へクリスタル製品納入開始。
- 1960年（昭和35年） - 東宮御所新築の際にクリスタル建材の施工。
- 1960年（昭和35年） - 吹上御所の造営に際し、クリスタル建材の施工。
- 1965年（昭和40年） - この頃より時計業界や電子業界にも進出。
- 1968年（昭和43年） - 吹上御所の新宮殿に食器・シャンデリアを納入。
- 1974年（昭和49年） - 日本迎賓館および同・和風別館に食器を納入。
- 1985年（昭和60年） - 特殊ガラス部門をエヌ・エス・ジー・ハイテクプロダクツ株式会社として分離し、カガミクリスタル株式会社に改称。
- 1990年（平成 2年） - 宮内庁御大礼調度に食器を納入。本社と工場を大田区から茨城県龍ケ崎市へ移転し、つくば工場の操業を開始。
- 1997年（平成 9年） - 茨城県郷土工芸品に指定。
- 2002年（平成14年） - 新・総理大臣官邸へクリスタル食器を納入。

## 事業所
- 本社・工場・本社ショップ - 茨城県龍ケ崎市向陽台4丁目5番地
- 営業部 営業グループ - 東京都中央区銀座七丁目2番22号　銀座同和ビル8階
- 銀座ショップ - 東京都中央区銀座六丁目2番1号　Daiwa銀座ビル1階
- パレスショップ - 東京都千代田区丸の内一丁目1番1号　パレスホテル東京 地下1階